# 1883 v športu
1883 v športu.

## Bejzbol
- NL, AA in Northwestern League omejijo tekmovanje s tristranskim sporazumom, kar pomeni prvi nacionalni sporazum in rojstvo t. i. Organiziranega bejzbola.
- 6. september: Chicago White Stockings postavijo še danes veljavni rekord, saj v eni tekmi dosežejo 18 točk z enim iningom (v 7. rundi) proti klubu Detroit Wolverines

## Golf
- Odprto prvenstvo Anglije - zmagovalec Willie Fernie

## Konjske dirke
- 23. maj: Kentucky Derby - zmagovalec Leonatus

## Kriket
- Anglija gostuje pri Avstraliji, ki v testnem kriketu zmaga v 3 tekmah z 2-1. S tem si povrnejo vodstvo v rivalstvu imenovanem Ashes. Ustvarjen je pokal Ashes in podeljen Angležem.

## Nogomet
- FA Cup - Blackburn Olympic premagajo Old Etonians z 2-1 po podaljšku
- Ustanovljen je Bristol Rovers F.C. pod imenom The Black Arabs F.C.

## Veslanje
- Regata Oxford-Cambridge - zmagovalec Oxford

## Dogodki
- Prvo organizirano tekmovanje v lužu (variaciji hitrostnih sani) v Davosu, Švici.

## Rojstva
- 9. januar — Charles Bacon, ameriški atlet († 1968)
- 27. januar — Bok de Korver, nizozemski nogometaš († 1957)
- 12. junij — Fernand Gonder, francoski atlet, skakalec s palico († 1969)
- 19. julij — Cornelis den Held, nizozemski atlet († 1962)
- 5. september — Mel Sheppard, ameriški atlet († 1942)
- 27. september — Percy Rees, britanski igralec hokeja na travi († 1970)
- 31. oktober — Tony Wilding, vrhunski avstralski tenisač in vojak († 1915)
- 17. november — Erik Granfelt, švedski telovadec († 1962)